# 트루세성

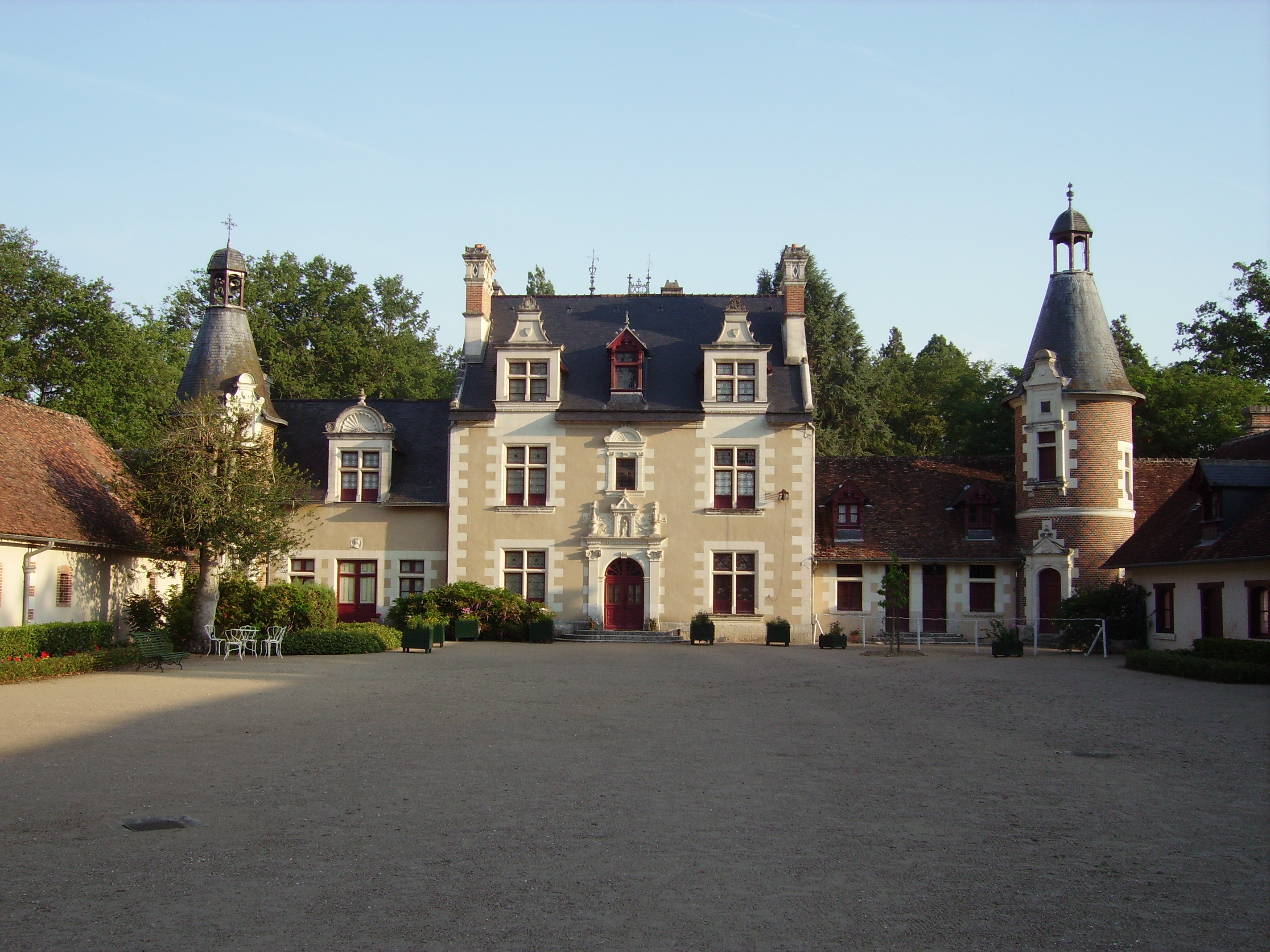
트루세 성의 주 파사드로, 측면은 프랑수아 1세의 이름을 따서 지어졌다.

트루세성(프랑스어: Château de Troussay)은 프랑스 루아르 계곡의 성들 가운데 가장 작은 성 중의 하나로, 루아르에셰르주, 셰베르니에 위치한다.